# Bahnstrecke Hufschlag Abzweig–Waging
| |                      |                         |               |
| Streckennummer (DB): | 5734                 |                         |               |
| Kursbuchstrecke (DB): | 959                  |                         |               |
| Kursbuchstrecke: | 428g (1946)          |                         |               |
| Streckenlänge: | 10,568 km            |                         |               |
| Spurweite: | 1435 mm (Normalspur) |                         |               |
| Streckenklasse: | D4                   |                         |               |
| Minimaler Radius: | 196 m                |                         |               |
| Streckengeschwindigkeit: | 50 km/h              |                         |               |
| Zugbeeinflussung: | PZB                  |                         |               |
| |                      |                         |               |
| \| \| \| von Rosenheim \| \| \| \| 0,007 \| Hufschlag Abzw \| 609 m \| \| \| \| nach Salzburg \| \| \| \| 0,150 \| Hufschlag \| 609 m \| \| \| 3,447 \| Weibhausen \| 602 m \| \| \| 4,727 \| Kirchhalling (bis 2012) \| 583 m \| \| \| 6,885 \| Unteraschau \| 530 m \| \| \| 8,280 \| Otting \| 501 m \| \| \| 10,536 \| Waging (ehem. Bf) \| 469 m \| \| \| \| \| \| \| Quellen: [1][2][3] \| \| \| \| |                      |                         |               |
| Strecke |                      | von Rosenheim           | von Rosenheim |
| Blockstelle | 0,007                | Hufschlag Abzw          | 609 m         |
| Abzweig geradeaus und nach rechts |                      | nach Salzburg           | nach Salzburg |
| Haltepunkt / Haltestelle | 0,150                | Hufschlag               | 609 m         |
| Haltepunkt / Haltestelle | 3,447                | Weibhausen              | 602 m         |
| ehemaliger Haltepunkt / Haltestelle | 4,727                | Kirchhalling (bis 2012) | 583 m         |
| Haltepunkt / Haltestelle | 6,885                | Unteraschau             | 530 m         |
| Haltepunkt / Haltestelle | 8,280                | Otting                  | 501 m         |
| Haltepunkt / Haltestelle Streckenende | 10,536               | Waging (ehem. Bf)       | 469 m         |
| |                      |                         |               |
| Quellen: |                      |                         |               |

Die Bahnstrecke Hufschlag Abzweig–Waging ist eine eingleisige, nicht elektrifizierte Nebenbahn in Bayern. Sie zweigt in Hufschlag von der Bahnstrecke Rosenheim–Salzburg ab und führt nach Waging am See; bahnamtlich wird der Endpunkt mit Waging bezeichnet. Die Strecke wird von der DB RegioNetz Infrastruktur GmbH im Zuge des Regio-Netzes Südostbayernbahn betrieben.

## Geschichte
In den 1890er Jahren wurde über eine mögliche Bahnanbindung der Gemeinde Waging am See diskutiert. Da die Gemeinde Waging eine enge Verbindung zur Kreisstadt Laufen aufwies, wurde an eine Bahnstrecke von Waging nach Laufen gedacht. Laufen liegt an der im Jahr 1890 fertiggestellten Strecke nach Freilassing. Die größere Bedeutung der Strecke Rosenheim–Salzburg führte aber dazu, dass eine Bahnverbindung nach Traunstein geplant wurde. Am 30. Juni 1900 wurde der Bau der Strecke von Traunstein nach Waging in einem Gesetz festgelegt. Nach den Projektierungsarbeiten in den Jahren 1900 und 1901 begannen die Bauarbeiten im November 1901. Dabei wurden ungefähr 300 Arbeiter eingesetzt, sodass die Strecke am 1. Dezember 1902 eröffnet werden konnte.
Anfangs fuhr hier eine Tenderlok der Baureihe D XI (Betriebsnummer 2047) mit fünf Personenwagen. Zwischen 1933 und 1945 war Waging Endpunkt von „KdF“-Sonderzügen. In der Nachkriegszeit kamen bald Schienenbusse zum Einsatz. Die seit 1995 verkehrenden Triebwagen der Baureihe 628.4 benötigen für die Strecke Traunstein–Waging 20 Minuten. Seit 2003 können Urlauber mit einer Waginger Kurkarte beliebig oft Bahnstrecken der Südostbayernbahn nutzen. Dadurch konnten die Fahrgastzahlen im Jahr 2005 wochentags auf 700 Personen erhöht werden. Der abgelegene Haltepunkt Kirchhalling wurde zum Fahrplanwechsel im Dezember 2012 aufgegeben. Der Bahnsteig des Endhaltepunkts Waging wurde 2018 für eine barrierefreie Nutzung neugebaut.

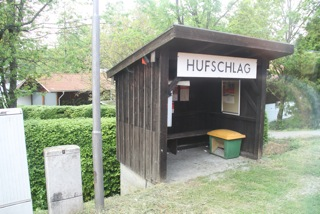
Haltepunkt Hufschlag
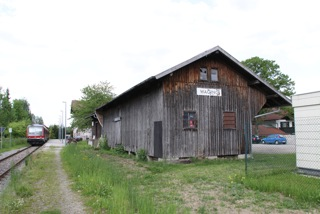
Waging: Hölzerner Güterschuppen
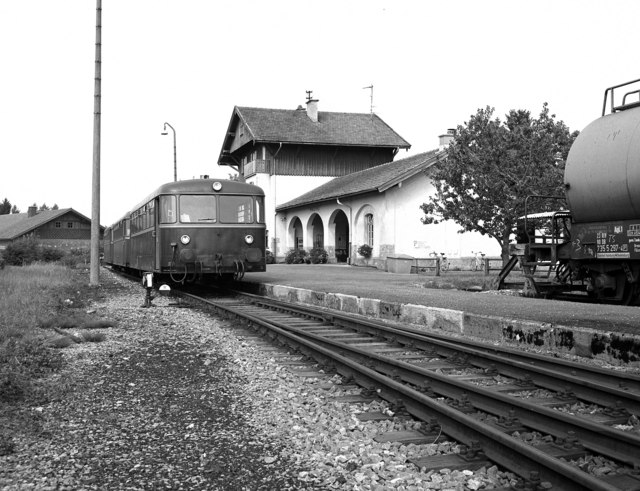
Bahnhof Waging, 1986
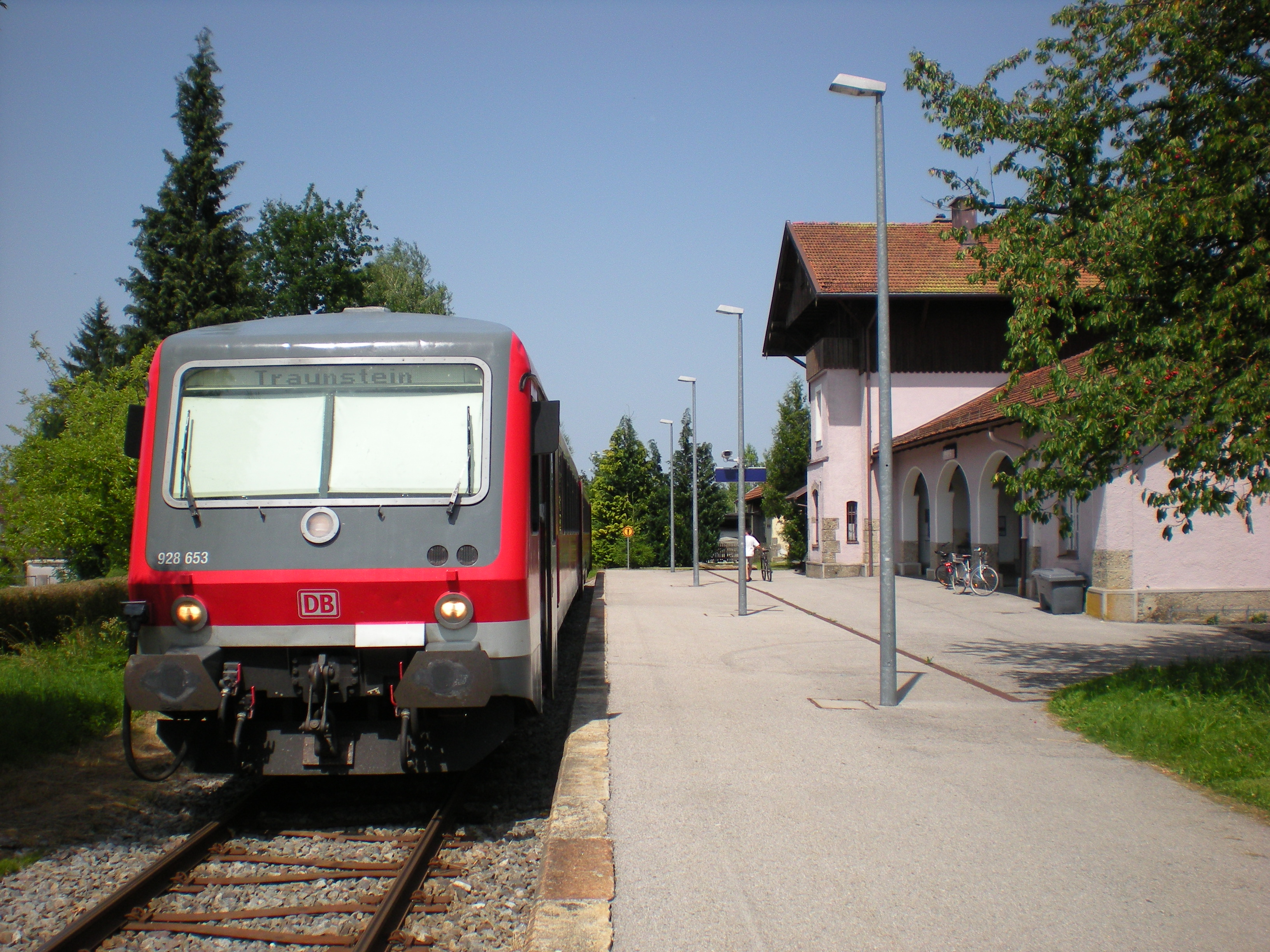
Haltepunkt Waging, 2012
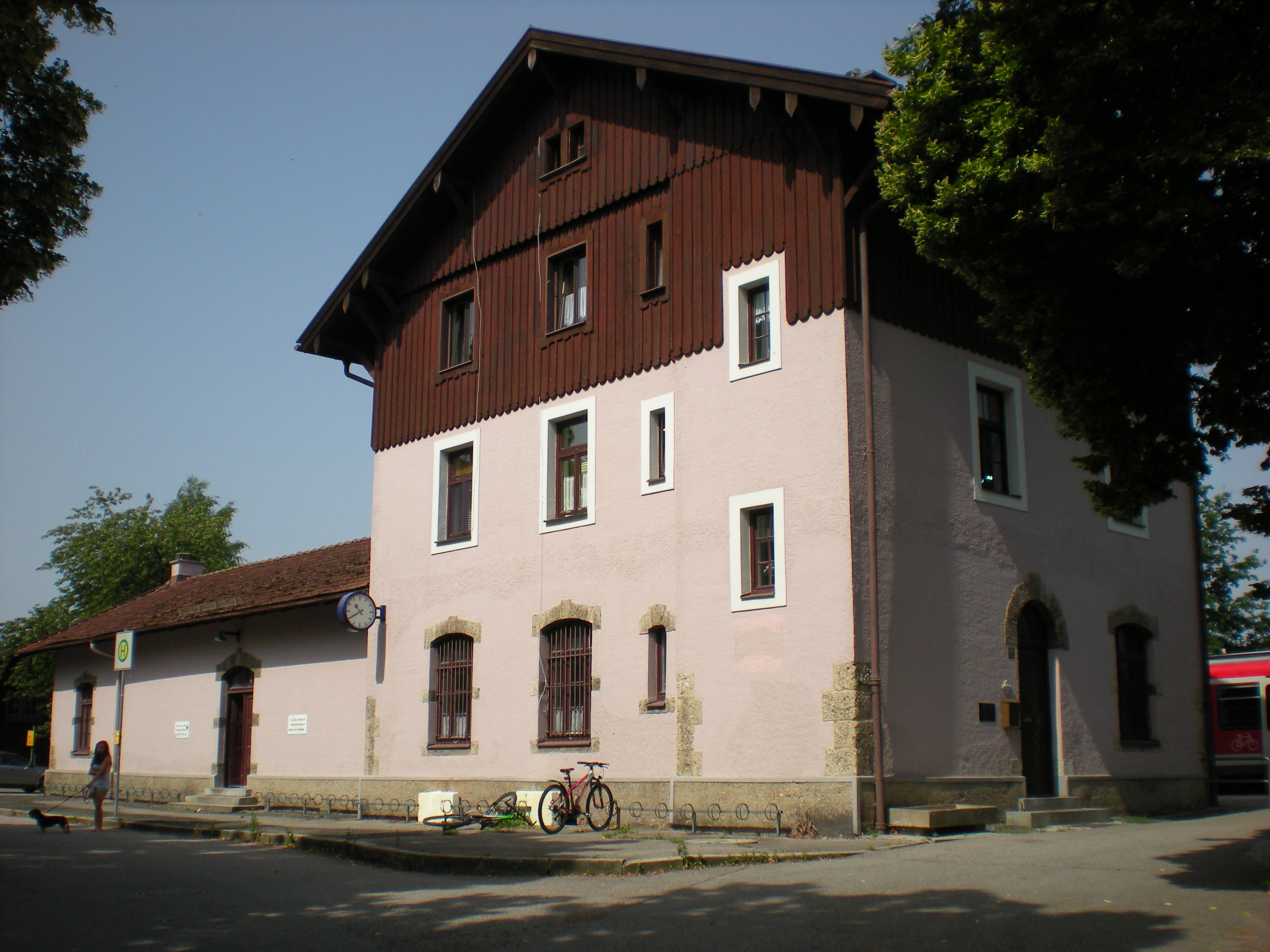
Empfangsgebäude von Waging

## Betrieb
Die Stichbahn wird von Regionalbahnen bedient, die über die Abzweigstelle hinaus auf der Hauptstrecke Rosenheim–Salzburg von und nach Traunstein fahren. Die Strecke wird Stundentakt bedient, seit dem Fahrplanwechsel im Dezember 2024 auch an Wochenenden. Eingesetzt werden planmäßig Fahrzeuge der Baureihe 642. Ersatzweise sind auch Fahrzeuge der Baureihe 628 anzutreffen. Die kostenfreie Fahrradmitnahme wird vom Tourismusverband Chiemgau finanziert. Alle Stationen zwischen Traunstein und Waging sind Bedarfshalte. Die Fahrtzeit für die Gesamtstrecke beträgt 19–20 Minuten.